# 黄琳 (1935年)
黄琳（1935年11月30日—），男，江苏扬州人，中国控制科学专家，中国科学院院士。研究领域为稳定性理论与控制理论。

## 生平
1935年生于江苏扬州。1957年毕业于北京大学数学力学系，1961年北京大学数力系研究生毕业。现为北京大学力学与工程科学系教授。2003年当选为中国科学院院士。